# Norbert Schnedl

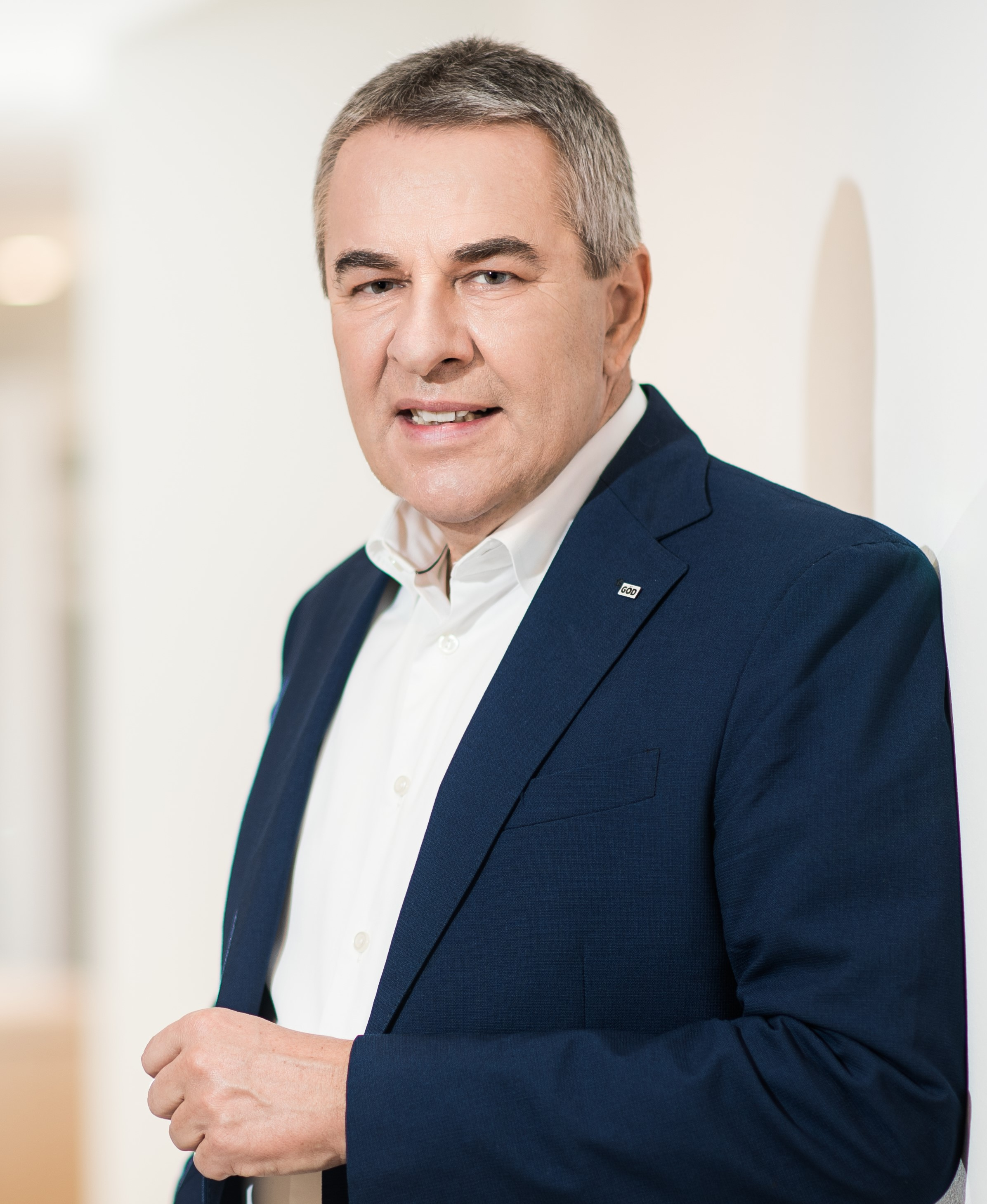
Norbert Schnedl (2022)

Norbert Schnedl (* 16. August 1960 in Wien) ist ein österreichischer Gewerkschafter sowie Obmann und Vorsitzender des Verwaltungsrates der BVAEB. Bis 2023 war er als Vizepräsident des Österreichischen Gewerkschaftsbundes, Vorsitzender der Gewerkschaft Öffentlicher Dienst (GÖD) sowie Bundesvorsitzender der FCG.

## Leben
Von 1989 bis 1995 absolviert Schnedl sein Studium der Publizistik, Politikwissenschaft und Soziologie im zweiten Bildungsweg. 2000 schloss er ein Doktoratsstudium ab.
Norbert Schnedl lebt in Wien sowie in Niederösterreich und ist verheiratet.
Schnedl begann 1979 als Gendarmeriebeamter, wo er bis 1996 tätig war, zuletzt bei der Kriminalabteilung Niederösterreich. Von 1996 bis 2000 war er im Bundeskanzleramt zuständig in der Dienstrechtssektion für Verwaltungsreform und im Finanzministerium zuletzt in der Budgetsektion angestellt. Vor seiner Funktion als GÖD-Vorsitzender war er seit 2001 Vorstandsmitglied sowie Bereichsleiter für Dienstrecht in der GÖD. Seit dem 24. Jänner 2007 ist er Vizepräsident des Österreichischen Gewerkschaftsbundes und Mitglied im Vorstand des ÖGB. Sein Arbeitsschwerpunkt ist die Zukunft der Arbeit.
Beim 18. GÖD-Bundeskongress wurde Norbert Schnedl mit 95,3 Prozent als GÖD-Vorsitzender wiedergewählt. Im Juni 2023 folgte Romana Deckenbacher Norbert Schnedl als Bundesvorsitzende der FCG nach.
Zu seinem Nachfolger als Vorsitzender der GÖD wurde im September 2023 Eckehard Quin gewählt.

## Auszeichnungen
Nach Abschluss seines Studiums erhielt Norbert Schnedl 1995 den „Würdigungspreis des Bundesministeriums für Wissenschaft, Forschung und Kunst“ für hervorragende Studienleistungen.
Im Jahr 2023 wurde Schnedl das Große Goldene Ehrenzeichen für Verdienste um die Republik Österreich vom Bundespräsidenten verliehen.

## Belege
1. ↑  BVAEB Versicherungsanstalt öffentlich Bediensteter, Eisenbahnen und Bergbau: Selbstverwaltung – der Obmann, die Gremien der BVAEB. Abgerufen am 15. Dezember 2021.
2. ↑  Lebenslauf Dr. Norbert Schnedl. Archiviert vom Original (nicht mehr online verfügbar) am 8. Oktober 2016; abgerufen am 8. Oktober 2016.
3. ↑  ebendort (Memento vom 25. April 2007 im Internet Archive)
4. ↑  FCG-Bundestag: Romana Deckenbacher mit überwältigender Mehrheit zur FCG-Bundesvorsitzenden gewählt! In: ots.at. 20. Juni 2023, abgerufen am 20. Juni 2023.
5. ↑  GÖD hat neuen Vorsitzenden. In: ORF.at. 12. September 2023, abgerufen am 15. September 2023.
6. ↑  oevp.at (Seite nicht mehr abrufbar, festgestellt im Mai 2019. Suche in Webarchiven)
7. ↑  https://fcg.at/news/norbert-schnedl-mit-dem-grossen-goldenen-ehrenzeichen-fuer-verdienste-um-die-republik-oesterreich-ausgezeichnet/

| Personendaten    | Personendaten                   |
| ---------------- | ------------------------------- |
| NAME             | Schnedl, Norbert                |
| KURZBESCHREIBUNG | österreichischer Gewerkschafter |
| GEBURTSDATUM     | 16. August 1960                 |
| GEBURTSORT       | Wien, Österreich                |